# Миржанова, Сария Фазулловна
Сария Фазулловна Миржанова (баш. Сәриә Фазула ҡыҙы Мирйәнова; 24 декабря 1924 — 25 ноября 2000) — известный башкирский языковед, тюрколог, доктор филологических наук (1985), заслуженный работник культуры БАССР (1985).

## Краткая биография
Миржанова Сария Фазулловна родилась 24 декабря 1924 года в деревне Кускарово Тамьян-Катайского кантона БАССР (ныне одноимённый населённый пункт Абзелиловского района Республики Башкортостан).
Окончив Темясовское башкирское педагогическое училище, работала учительницей русского языка и литературы в Аскаровской средней школе. С 1948 года, после окончания Магнитогорского учительского института, до 1955 года работала учителем русского языка и литературы в Сибаевской средней школе и в школе № 14 г. Хабаровска.
С 1955 года работала старшим лаборантом в Институте истории, языка и литературы БФАН СССР, одновременно в 1956 году окончила Башкирский государственный педагогический институт им. К. А. Тимирязева (ныне Уфимский университет науки и технологий).
Сария Миржанова была солистом народного фольклорного ансамбля «Кубаир», участница и победительница многих конкурсов и смотров художественной самодеятельности.
В 1970-80-х годах фирма грамзаписи «Мелодия» выпустила грампластинку с башкирскими народными песнями в исполнении С. Ф. Миржановой.
Сария Фазулловна Миржанова скончалась 25 ноября 2000 года в г. Уфе после продолжительной болезни. Похоронена на Тимашевском кладбище Уфы.

## Научная деятельность
- В 1967 году защитила кандидатскую диссертацию на тему «Кубалякский говор башкирского языка».
- В 1979 году вышла монография «Южный диалект башкирского языка», которая легла в основу докторской диссертации.
- В 1984 году защитила докторскую диссертацию на тему «Южный диалект башкирского языка».
- В 1991 году вышла монография «Северо-западный диалект башкирского языка».

Сария Миржанова зарекомендовала себя как специалист в области тюркской и башкирской диалектологии, а также лексикографии. У неё свыше 40 опубликованных научных трудов. Сария Фазулловна также участвовала в составлении «Словаря башкирских говоров» в 3-х томах, башкирско-русских, русско-башкирских и других словарей. Будучи ещё и диалектологом, исследовала взаимодействие языков на уровне народно-разговорной речи, литературного языка и диалектов. Кроме всего этого, Сария Миржанова была и фольклористом, собирала произведения башкирского народного творчества.

### Избранные труды
- Северо-западный диалект башкирского языка. Уфа, 1991.
- Южный диалект башкирского языка. М., 1979.
- О древних этноязыковых связях башкир и венгров // Советская тюркология. Баку, 1981. № 1. С. 44—45.
- Словарь башкирских говоров. Т. I. Восточный диалект. — Уфа, 1967. — 300 с. (соавторы Н. Х. Ишбулатов, Н. Х. Максютова)
- Словарь башкирских говоров Т.II. Южный диалект. — Уфа, 1970. — 328 с. (соавторы Н. Х. Максютова и др.).
- Словарь башкирских говоров. Т. III. Западный диалект. — Уфа, 1987. — 232 с. (соавторы Максютова Н. Х., Дильмухаметов М. И., Надергулов У. Ф. и др.).
- Образцы башкирской разговорной речи. — Уфа, 1988 (в соавторстве).
- Башкирско-русский словарь / Под ред. З. Г. Ураксина. — М.: Дигора: Рус. яз., 1996. — 884 с. (в соавторстве)
- Диалектологический атлас башкирского языка. — Уфа: Гилем, 2005. — 232 с.; 169 карт. (соавторы Н. Х. Максютова, М. И. Дильмухаметов, и др.)
- Русско-башкирский словарь: в 2 т. / Под редакцией З. Г. Ураксина. — Уфа: Башкирская энциклопедия, 2005. — Т. 1. А-О. — 808 с. (в соавторстве)
- Русско-башкирский словарь: в 2 т. / Под редакцией З. Г. Ураксина. — Уфа: Башкирская энциклопедия, 2005. — Т. 2. П-Я. — 680 с. (в соавторстве)
- Материалы экспедиции 1958 г. (Предварительное сообщение) // Башкирский диалектологический сборник. — Уфа, 1959. — С. 195—212.
- Кубалякский говор // Башкирская диалектология. — Уфа, 1963. — С. 128—190.
- О единой фонетической транскрипции для тюркских языков на материале башкирского языка // Вопросы диалектологии тюркских языков. Т. 3. — Баку, 1963. — С. 170—172.
- Кубалякский говор в его отношение к другим говорам башкирского языка // Итоговая научная сессия Уфимского института истории, языка и литературы АН СССР за 1965 год. Тезисы докладов. — Уфа, 1966. — С. 45-50.
- Из наблюдений над русскими заимствованиями в диалектной лексике башкирского языка. // Башкирская лексика. — Уфа, 1966. — С. 89-102.
- Финно-угорские элементы в говорах башкирского языка. // Археология и этнография Башкирии. — Уфа, 1971. — С. 282—286.
- Исторические пласты диалектной лексики таныпского говора северо-западного диалекта // Материалы и исследования по лексике башкирского языка. — Уфа, 1990. — С. 14-24.
- Семантическая характеристика лексики караидельского говора // Актуальные проблемы башкирской лексики и лексикографии. — Уфа, 1994. — С. 90-94.

## Память
В память о ней названа улица в районном центре Абзелиловского района в селе Аскарово улица Сарии Миржановой.